# Kršinci
Kršinci  su naselje u Hrvatskoj, regiji Slavoniji u Osječko-baranjskoj županiji i pripada općini Podgorač.

## Zemljopisni položaj
Kršinci se nalaze na 168 metara nadmorske visine na sjevernim obroncima Krndije. Susjedna naselja: sjeverno Stipanovci, sjeveroistočno Podgorač,
istočno Ostrošinci, a zapadno Ceremošnjak i Makloševac te sjeverozapadno Vukojevci naselja u sastavu grada Našice. Pripadajući poštanski broj je 31433 Podgorač, telefonski pozivni 031 i registarska pločica vozila NA (Našice). Površina katastarske jedinice naselja Kršinci je 11, 37 km·102.

## Stanovništvo
| broj stanovnika | 194   | 273   | 476   | 354   | 325   | 359   | 384   | 479   | 413   | 403   | 403   | 335   | 207   | 152   | 138   | 126   | 88    |
|                 | 1857. | 1869. | 1880. | 1890. | 1900. | 1910. | 1921. | 1931. | 1948. | 1953. | 1961. | 1971. | 1981. | 1991. | 2001. | 2011. | 2021. |

Prema prvim rezultatima Popisa stanovništva 2011. u Kršincima je živjelo 127 stanovnika u 44 kućanstva.

## Religija
U selu se nalazi rimokatolička crkva Sv. Ane koja pripada katoličkoj župi Sv. Nikole Biskupa u Podgoraču i našičkom dekanatu Požeške biskupije. Crkveni god (proštenje) ili kirvaj slavi se 26. srpnja.

## Ostalo
- Dobrovoljno vatrogasno društvo Kršinci osnovano 1933.
- Konjogojska udruga "Kršinci" Kršinci

## Vanjska poveznica
- http://www.podgorac.hr/